# أنفار غازيماغوميدوف
أنفار غازيماغوميدوف (بالروسية: Газимагомедов, Анвар Анасович)‏ (11 مايو 1988 بمحج قلعة في روسيا - ) هو لاعب كرة قدم روسي في مركز الوسط. لعب مع أنجي محج قلعة وFC Dagdizel Kaspiysk ‏ وFC Krasnodar-2000 ‏ وميتوس نوفوتشركاسك ‏.

## روابط خارجية
- أنفار غازيماغوميدوف على موقع قاعدة بيانات كرة القدم.إي يو (الإنجليزية)
- أنفار غازيماغوميدوف على موقع Soccerway.com (الإنجليزية)